# Liste der Länderspiele der armenischen Futsalnationalmannschaft
Die Auswahl nahm 2000 zum ersten Mal an einen Qualifikations-Turnier zur Futsal-Weltmeisterschaft teil. Dort konnte sie überraschend die Auswahl aus Frankreich besiegen, ansonsten verlor sie alle weiteren Spiele deutlich. Auch wenn sich die Auswahl zum Positiven entwickelt, konnte sie sich bisher für kein Turnier qualifizieren.
| Nr. | Datum      | Ergebnis | Gegner                | Austragungsort    | Anlass                                | Bemerkung                                                   |
| --- | ---------- | -------- | --------------------- | ----------------- | ------------------------------------- | ----------------------------------------------------------- |
| 01  | 14.02.2000 | 1:17     | Spanien               | Ljubljana         | FIFA Futsal WM-Qualifikation          | 1. Länderspiel gegen Spanien,                               |
| 02  | 15.02.2000 | 4:1      | Frankreich            | Dol-pri-Hrastniku | FIFA Futsal WM-Qualifikation          | 1. Länderspiel gegen Frankreich, Erster Länderspielsieg     |
| 03  | 17.02.2000 | 1:20     | Ukraine               | Litija            | FIFA Futsal WM-Qualifikation          | 1. Länderspiel gegen Ukraine, Höchste Länderspielniederlage |
| 04  | 18.02.2000 | 0:5      | Slowenien             | Koper             | FIFA Futsal WM-Qualifikation          | 1. Länderspiel gegen Slowenien                              |
| 05  | 20.02.2000 | 3:15     | Slowakei              | Ljubljana         | FIFA Futsal WM-Qualifikation          | 1. Länderspiel gegen Slowakei                               |
| 06  | 05.11.2003 | 2:4      | Niederlande           | Sittard           | Futsal EM-Qualifikation               | 1. Länderspiel gegen Niederlande                            |
| 07  | 06.11.2003 | 0:3      | Slowenien             | Sittard           | Futsal EM-Qualifikation               |                                                             |
| 08  | 08.11.2003 | 3:6      | Griechenland          | Sittard           | Futsal EM-Qualifikation               |                                                             |
| 09  | 20.10.2003 | 2:10     | Iran                  | Teheran           | Freundschaftsspiel                    | 1. Länderspiel gegen Iran                                   |
| 10  | 06.11.2003 | 2:9      | Kroatien              | Gospic            | FIFA Futsal WM-Qualifikation          | 1. Länderspiel gegen Kroatien                               |
| 11  | 07.11.2003 | 2:5      | Ungarn                | Gospic            | FIFA Futsal WM-Qualifikation          | 1. Länderspiel gegen Ungarn                                 |
| 12  | 09.01.2004 | 3:3      | Rumänien              | Varna             | Futsal EM-Qualifikation               | 1. Länderspiel gegen Rumänien                               |
| 13  | 10.01.2004 | 2:2      | Kasachstan            | Varna             | Futsal EM-Qualifikation               | 1. Länderspiel gegen Kasachstan                             |
| 14  | 11.01.2004 | 4:2      | Bulgarien             | Varna             | Futsal EM-Qualifikation               | 1. Länderspiel gegen Bulgarien                              |
| 15  | 18.01.2007 | 3:5      | Finnland              | Vantaa            | Futsal EM-Qualifikation               | 1. Länderspiel gegen Finnland                               |
| 16  | 19.01.2007 | 5:3      | Albanien              | Vantaa            | Futsal EM-Qualifikation               | 1. Länderspiel gegen Albanien                               |
| 17  | 21.01.2007 | 2:5      | Türkei                | Vantaa            | Futsal EM-Qualifikation               | 1. Länderspiel gegen die Türkei                             |
| 18  | 28.02.2008 | 1:9      | Aserbaidschan         | Chrudim           | FIFA Futsal WM-Qualifikation          | 1. Länderspiel gegen Aserbaidschan                          |
| 19  | 29.02.2008 | 0:2      | Tschechien            | Chrudim           | FIFA Futsal WM-Qualifikation          | 1. Länderspiel gegen Tschechien                             |
| 20  | 02.03.2008 | 0:1      | Finnland              | Chrudim           | FIFA Futsal WM-Qualifikation          |                                                             |
| 21  | 19.02.2009 | 2:2      | Bulgarien             | Varna             | Futsal EM-Qualifikation               |                                                             |
| 22  | 20.02.2009 | 0:7      | Lettland              | Varna             | Futsal EM-Qualifikation               | 1. Länderspiel gegen Lettland                               |
| 23  | 22.02.2009 | 8:5      | Estland               | Varna             | Futsal EM-Qualifikation               | 1. Länderspiel gegen Estland                                |
| 24  | 21.01.2011 | 2:2      | Griechenland          | Hafnarfjörður     | Futsal EM-Qualifikation               |                                                             |
| 25  | 22.01.2011 | 1:6      | Island                | Hafnarfjörður     | Futsal EM-Qualifikation               | 1. Länderspiel gegen Island                                 |
| 26  | 24.01.2011 | 1:2      | Lettland              | Hafnarfjörður     | Futsal EM-Qualifikation               |                                                             |
| 27  | 20.10.2011 | 2:2      | Georgien              | Tiflis            | FIFA Futsal WM-Qualifikation          | 1. Länderspiel gegen Georgien                               |
| 28  | 21.10.2011 | 2:2      | Moldawien             | Tiflis            | FIFA Futsal WM-Qualifikation          | 1. Länderspiel gegen Moldawien                              |
| 29  | 23.10.2011 | 4:0      | Malta                 | Tiflis            | FIFA Futsal WM-Qualifikation          | 1. Länderspiel gegen Malta                                  |
| 30  | 17.01.2013 | 1:1      | Mazedonien            | Negotino          | Freundschaftsspiel                    | 1. Länderspiel gegen Mazedonien                             |
| 31  | 18.01.2013 | 1:4      | Mazedonien            | Skopje            | Freundschaftsspiel                    |                                                             |
| 32  | 23.01.2013 | 0:0      | Bulgarien             | Blagoevgrad       | Futsal EM-Qualifikation               |                                                             |
| 33  | 24.01.2013 | 0:5      | Griechenland          | Blagoevgrad       | Futsal EM-Qualifikation               |                                                             |
| 34  | 26.01.2013 | 4:2      | Wales                 | Blagoevgrad       | Futsal EM-Qualifikation               | 1. Länderspiel gegen Wales                                  |
| 35  | 16.12.2014 | 3:1      | Estland               | Viimsi            | Freundschaftsspiel                    |                                                             |
| 36  | 17.12.2014 | 2:0      | Estland               | Viimsi            | Freundschaftsspiel                    |                                                             |
| 37  | 14.01.2015 | 4:3      | Schweden              | Skövde            | Futsal EM-Qualifikation Gruppe F      | 1. Länderspiel gegen Schweden                               |
| 38  | 15.01.2015 | 2:2      | Israel                | Skövde            | Futsal EM-Qualifikation Gruppe F      | 1. Länderspiel gegen Israel                                 |
| 39  | 17.01.2015 | 6:1      | Schottland            | Skövde            | Futsal EM-Qualifikation Gruppe F      | 1. Länderspiel gegen Schottland, Höchster Länderspielsieg   |
| 40  | 18.03.2015 | 1:7      | Slowakei              | Dubrovnik         | Futsal EM-Qualifikation Gruppe 6      |                                                             |
| 41  | 19.03.2015 | 0:8      | Kroatien              | Dubrovnik         | Futsal EM-Qualifikation Gruppe 6      |                                                             |
| 42  | 21.03.2015 | 3:7      | Türkei                | Dubrovnik         | Futsal EM-Qualifikation Gruppe 6      |                                                             |
| 43  | 22.10.2015 | 2:3      | Zypern                | Nikosia           | FIFA Futsal WM-Qualifikation          | 1. Länderspiel gegen Zypern                                 |
| 44  | 23.10.2015 | 3:4      | Lettland              | Nikosia           | FIFA Futsal WM-Qualifikation          |                                                             |
| 45  | 25.10.2015 | 1:2      | Estland               | Nikosia           | FIFA Futsal WM-Qualifikation          |                                                             |
| 46  | 01.06.2016 | 2:2      | Türkei                | Kocaeli           | Freundschaftsspiel                    |                                                             |
| 47  | 02.06.2016 | 2:2      | Türkei                | Kocaeli           | Freundschaftsspiel                    |                                                             |
| 48  | 24.01.2017 | 7:1      | Bulgarien             | Varna             | Futsal EM-Qualifikation 1. Runde      |                                                             |
| 49  | 25.01.2017 | 5:1      | England               | Varna             | Futsal EM-Qualifikation 1. Runde      |                                                             |
| 50  | 27.01.2017 | 3:2      | Malta                 | Varna             | Futsal EM-Qualifikation 1. Runde      |                                                             |
| 51  | 08.04.2017 | 3:4      | Ungarn                | Baku              | Futsal EM-Qualifikation 2. Runde      |                                                             |
| 52  | 09.04.2017 | 0:5      | Aserbaidschan         | Baku              | Futsal EM-Qualifikation 2. Runde      |                                                             |
| 53  | 11.04.2017 | 6:6      | Bosnien & Herzegowina | Baku              | Futsal EM-Qualifikation 2. Runde      |                                                             |
| 54  | 03.03.2018 | 5:5      | Kosovo                | Prishtina         | Adem Jashari 2018 Cup                 |                                                             |
| 55  | 04.03.2018 | 3:3      | Nord-Mazedonien       | Prishtina         | Adem Jashari 2018 Cup                 |                                                             |
| 56  | 25.09.2018 | 1:3      | Rumänien              | Arad              | Freundschaftsspiel                    |                                                             |
| 57  | 26.09.2018 | 3:4      | Rumänien              | Arad              | Freundschaftsspiel                    |                                                             |
| 58  | 31.01.2019 | 5:0      | San Marino            | Skopje            | Futsal FIFA WM-Qualifikation 1. Runde |                                                             |
| 59  | 01.02.2019 | 5:3      | Griechenland          | Skopje            | Futsal FIFA WM-Qualifikation 1. Runde |                                                             |
| 60  | 03.02.2019 | 2:3      | Nord-Mazedonien       | Skopje            | Futsal FIFA WM-Qualifikation 1. Runde |                                                             |